# Women’s Cricket World Cup Qualifier 2011
Der Women’s Cricket World Cup Qualifier 2011 war das Qualifikationsturnier für den Women’s Cricket World Cup 2013 und den ICC Women’s World Twenty20 2012 und wurde vom 14. November bis 26. November 2011 in Bangladesch ausgetragen. Im Finale besiegten die West Indies Pakistan mit 130 Runs. Die beiden Finalisten qualifizierten sich sowohl für den Women’s Cricket World Cup 2013, als auch für den ICC Women’s World Twenty20 2012. Ebenfalls für beide Turniere sind die dritt- und viertplatzierten, Sri Lanka und Südafrika qualifiziert. Die Qualifikation der beiden Mannschaften für den ICC Women’s World Twenty20 2012 sind dadurch bedingt, dass Sri Lanka Gastgeber des Turniers ist und Südafrika für die schon zuvor qualifizierten West Indies nachrücken.

## Teilnehmer
Das Teilnehmerfeld besteht aus zehn Mannschaften:
| - Bangladesch - Irland - Japan - Niederlande - Pakistan | - Simbabwe - Sri Lanka - Südafrika - Vereinigte Staaten - West Indies |

## Format
Die zehn teilnehmenden Teams werden in zwei Gruppen zu je fünf Mannschaften aufgeteilt und bestreiten eine Meisterschaftsrunde. Die beiden Gruppensieger qualifizieren sich direkt für das Halbfinale, während die jeweiligen Gruppenzweiten und -dritten ein Viertelfinale bestreiten. Deren Sieger qualifizieren sich fürs Halbfinale, deren Verlierer für das Trostrundenhalbfinale, das sie gegen die Gruppenvierten bestreiten. Im Folgenden werden dann alle Plätze ausgespielt. Die beiden Finalisten qualifizieren sich für das ICC Women’s World Twenty20 2012 und den Women’s Cricket World Cup 2013. Die beteiligten am Spiel für Platz 3 qualifizieren sich ebenfalls für den Women’s Cricket World Cup 2013.

## Turnier

### Vorrunde

#### Gruppe A
Tabelle
| Gruppe A           | Sp. | S | N | NR | P | NRR    |
| ------------------ | --- | - | - | -- | - | ------ |
| Südafrika          | 4   | 4 | 0 | 0  | 8 | +3.176 |
| Sri Lanka          | 4   | 3 | 1 | 0  | 6 | +1.614 |
| Niederlande        | 4   | 2 | 2 | 0  | 4 | −0.256 |
| Vereinigte Staaten | 4   | 1 | 3 | 0  | 2 | −2.958 |
| Simbabwe           | 4   | 0 | 4 | 0  | 0 | −2.669 |

Spiele
| 14. November Scorecard | Fatullah | Südafrika 114 (37)           | – | Sri Lanka 108 (48.2) |
|                        |          | Südafrika gewinnt mit 6 Runs |   |                      |

| 14. November Scorecard | Savar | Simbabwe 145 (49.5)          | – | Niederlande 148-4 (25.2) |
|                        |       | Südafrika gewinnt mit 6 Runs |   |                          |

| 15. November Scorecard | Dhaka | Niederlande 61 (41.3)           | – | Sri Lanka 62-3 (14.2) |
|                        |       | Sri Lanka gewinnt mit 7 Wickets |   |                       |

| 15. November Scorecard | Savar | Südafrika 343-5 (50)           | – | Vereinigte Staaten 145-9 (50) |
|                        |       | Südafrika gewinnt mit 198 Runs |   |                               |

| 17. November Scorecard | Fatullah | Niederlande 329-5 (50)           | – | Vereinigte Staaten 104 (49.5) |
|                        |          | Niederlande gewinnt mit 225 Runs |   |                               |

| 17. November Scorecard | Savar | Simbabwe 62 (41.4)              | – | Sri Lanka 64-3 (10.5) |
|                        |       | Sri Lanka gewinnt mit 7 Wickets |   |                       |

| 18. November Scorecard | Dhaka | Vereinigte Staaten 188-8 (50)         | – | Simbabwe 187 (48.5) |
|                        |       | Vereinigte Staaten gewinnen mit 1 Run |   |                     |

| 18. November Scorecard | Savar | Südafrika 269-5 (50)           | – | Niederlande 36 (16.3) |
|                        |       | Südafrika gewinnt mit 233 Runs |   |                       |

| 20. November Scorecard | Fatullah | Simbabwe 103-8 (50)              | – | Südafrika 106-0 (12) |
|                        |          | Südafrika gewinnt mit 10 Wickets |   |                      |

| 20. November Scorecard | Savar | Vereinigte Staaten 53 (49.4)    | – | Sri Lanka 54-2 (18.5) |
|                        |       | Sri Lanka gewinnt mit 8 Wickets |   |                       |

#### Gruppe B
Tabelle
| Gruppe B    | Sp. | S | N | NR | P | NRR    |
| ----------- | --- | - | - | -- | - | ------ |
| West Indies | 4   | 4 | 0 | 0  | 8 | +2.617 |
| Pakistan    | 4   | 3 | 1 | 0  | 6 | +1.776 |
| Bangladesch | 4   | 2 | 2 | 0  | 4 | +0.461 |
| Irland      | 4   | 1 | 3 | 0  | 2 | −0.600 |
| Japan       | 4   | 0 | 4 | 0  | 0 | −4.773 |

Spiele
| 14. November Scorecard | Dhaka | Pakistan 197 (50)            | – | Bangladesch 124 (42.2) |
|                        |       | Pakistan gewinnt mit 73 Runs |   |                        |

| 14. November Scorecard | Savar | West Indies 276-4 (50)           | – | Irland 63 (30.1) |
|                        |       | West Indies gewinnt mit 213 Runs |   |                  |

| 15. November Scorecard | Fatullah | Irland 140 (44.3)              | – | Pakistan 141-2 (32.2) |
|                        |          | Pakistan gewinnt mit 8 Wickets |   |                       |

| 15. November Scorecard | Savar | Japan 38 (28.3)                    | – | Bangladesch 39-0 (4.4) |
|                        |       | Bangladesch gewinnt mit 10 Wickets |   |                        |

| 17. November Scorecard | Dhaka | Irland 311-9 (50)           | – | Japan 56 (23.2) |
|                        |       | Irland gewinnt mit 255 Runs |   |                 |

| 17. November Scorecard | Savar | Pakistan 140 (49.2)               | – | West Indies 142-2 (34.5) |
|                        |       | West Indies gewinnt mit 8 Wickets |   |                          |

| 18. November Scorecard | Fatullah | Japan 71 (38.2)                    | – | West Indies 72-0 (16.3) |
|                        |          | West Indies gewinnt mit 10 Wickets |   |                         |

| 18. November Scorecard | Savar | Bangladesch 209-7 (50)          | – | Irland 114 (36.5) |
|                        |       | Bangladesch gewinnt mit 95 Runs |   |                   |

| 20. November Scorecard | Dhaka | West Indies 217-8 (50)          | – | Bangladesch 137 (47.4) |
|                        |       | West Indies gewinnt mit 80 Runs |   |                        |

| 20. November Scorecard | Savar | Pakistan 272-9 (50)           | – | Japan 26 (28) |
|                        |       | Pakistan gewinnt mit 246 Runs |   |               |

### Viertelfinale
| 22. November Scorecard | Dhaka | Bangladesch 100 (47)            | – | Sri Lanka 101-4 (26.3) |
|                        |       | Sri Lanka gewinnt mit 6 Wickets |   |                        |

| 22. November Scorecard | Fatullah | Pakistan 277-4 (50)           | – | Niederlande 84 (37) |
|                        |          | Pakistan gewinnt mit 193 Runs |   |                     |

Damit haben sich Pakistan, Sri Lanka, Südafrika und die West Indies für den Women’s Cricket World Cup 2013 qualifiziert.

### Halbfinale
| 24. November Scorecard | Dhaka | Südafrika 180-9 (50)           | – | Pakistan 181-7 (47.5) |
|                        |       | Pakistan gewinnt mit 3 Wickets |   |                       |

| 24. November Scorecard | Fatullah | West Indies 235-5 (50)          | – | Sri Lanka 177-7 (50) |
|                        |          | West Indies gewinnt mit 58 Runs |   |                      |

Damit haben sich Pakistan und die West Indies für den ICC Women’s World Twenty20 2012 qualifiziert.

### Spiel um Platz 3
| 26. November Scorecard | Fatullah | Südafrika 129 (50)              | – | Sri Lanka 193-7 (49.4) |
|                        |          | Sri Lanka gewinnt mit 3 Wickets |   |                        |

### Finale
| 26. November Scorecard | Dhaka | West Indies 250-5 (50)           | – | Pakistan 120 (37.3) |
|                        |       | West Indies gewinnt mit 130 Runs |   |                     |

### Trostrunde

#### Spiel um Platz 9
| 22. November Scorecard | Savar | Japan 152 (49.5)         | – | Simbabwe 146-8 (50) |
|                        |       | Japan gewinnt mit 6 Runs |   |                     |

#### Spiele um den 5. bis 8. Platz
| 24. November Scorecard | Savar | Vereinigte Staaten 78 (47.3)      | – | Bangladesch 79-1 (18.5) |
|                        |       | Bangladesch gewinnt mit 9 Wickets |   |                         |

| 24. November Scorecard | Savar | Niederlande 139-9 (50)       | – | Irland 140-6 (32.3) |
|                        |       | Irland gewinnt mit 4 Wickets |   |                     |

#### Spiel um Platz 7
| 26. November Scorecard | Savar | Niederlande 293-7 (50)           | – | Vereinigte Staaten 167-8 (50) |
|                        |       | Niederlande gewinnt mit 126 Runs |   |                               |

#### Spiel um Platz 5
| 26. November Scorecard | Savar | Bangladesch 210-7 (50)          | – | Irland 128 (45.4) |
|                        |       | Bangladesch gewinnt mit 82 Runs |   |                   |

## Abschlusstabelle
| Pl. | Team               | Bemerkung                                                                           |
| --- | ------------------ | ----------------------------------------------------------------------------------- |
| 1   | West Indies        | qualifiziert für Women’s Cricket World Cup 2013 und ICC Women’s World Twenty20 2012 |
| 2   | Pakistan           | qualifiziert für Women’s Cricket World Cup 2013 und ICC Women’s World Twenty20 2012 |
| 3   | Sri Lanka          | qualifiziert für Women’s Cricket World Cup 2013 und ICC Women’s World Twenty20 2012 |
| 4   | Südafrika          | qualifiziert für Women’s Cricket World Cup 2013 und ICC Women’s World Twenty20 2012 |
| 5   | Bangladesch        |                                                                                     |
| 6   | Irland             |                                                                                     |
| 7   | Niederlande        |                                                                                     |
| 8   | Vereinigte Staaten |                                                                                     |
| 9   | Japan              |                                                                                     |
| 10  | Simbabwe           |                                                                                     |